# کیپ‌تاون
کیپ‌تاون (به آفریکانس: Kaapstad) (به انگلیسی: Cape Town) نام دومین شهر پرجمعیت آفریقای جنوبی بعد از ژوهانسبورگ است. شهر کیپ‌تاون همچنین پایتخت استان کیپ غربی (Western Cape) می‌باشد. این شهر محبوبترین مقصد جهانگردان در قاره آفریقا است. ساختمان پارلمان آفریقای جنوبی همچنین در شهر کیپ‌تاون قرار دارد. کیپ‌تاون نخستین اقامت‌گاه سفید پوستان آفریقای جنوبی بود که در ۱۶۵۲ به‌وسیله کمپانی هند شرقی هلند ساخته‌شد. کیپ‌تاون بر اساس نظریه سنجی روزنامه نیویورک تایمز یکی از زیباترین شهرهای جهان است.

## شهرهای خواهر
کیپ تاون دارای ۹ شهر خواهر می‌باشد، از جمله آنها:
- آخن، آلمان
- حیفا، اسرائیل
- هانگژو، چین
- ماپوتو، موزامبیک
- نیس، فرانسه
- فونچال، پرتغال
- لوآندا، آنگولا

## چشم‌انداز شهر

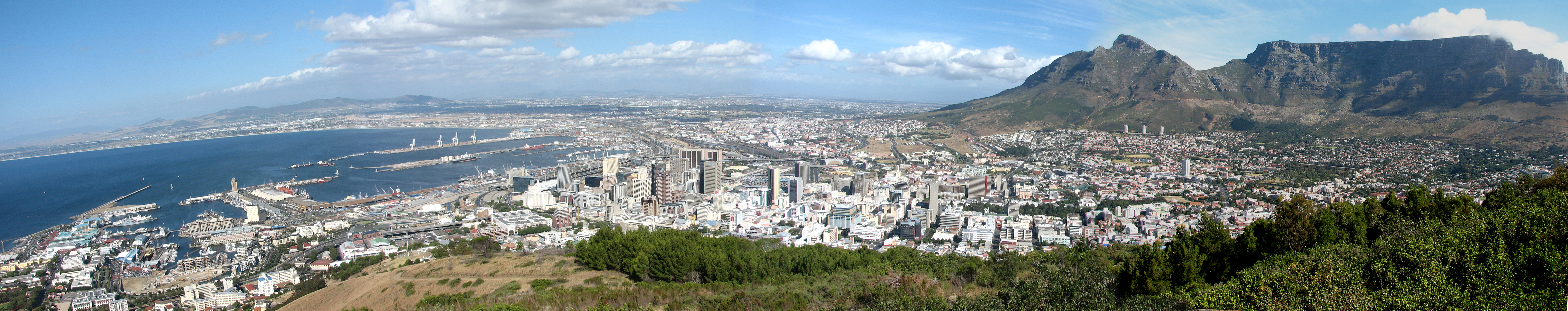
چشم‌انداز شهر کیپ‌تاون و کوه تیبل.

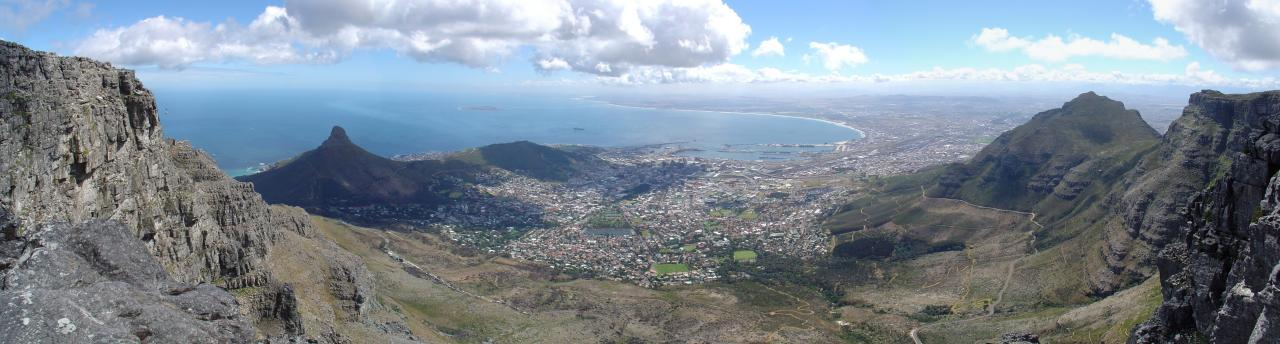
چشم‌انداز کیپ‌تاون از کوه تیبل.

## نگارخانه

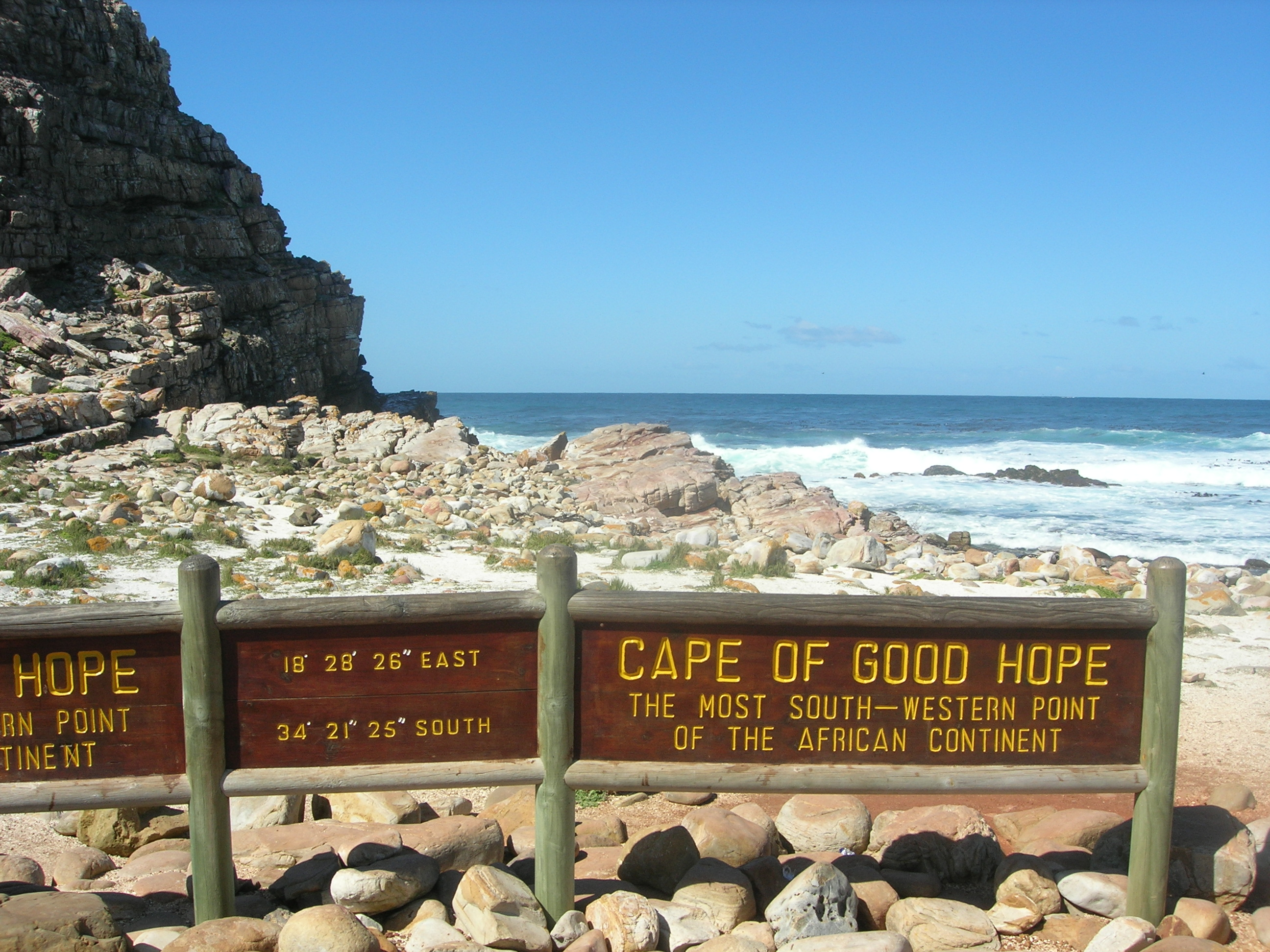
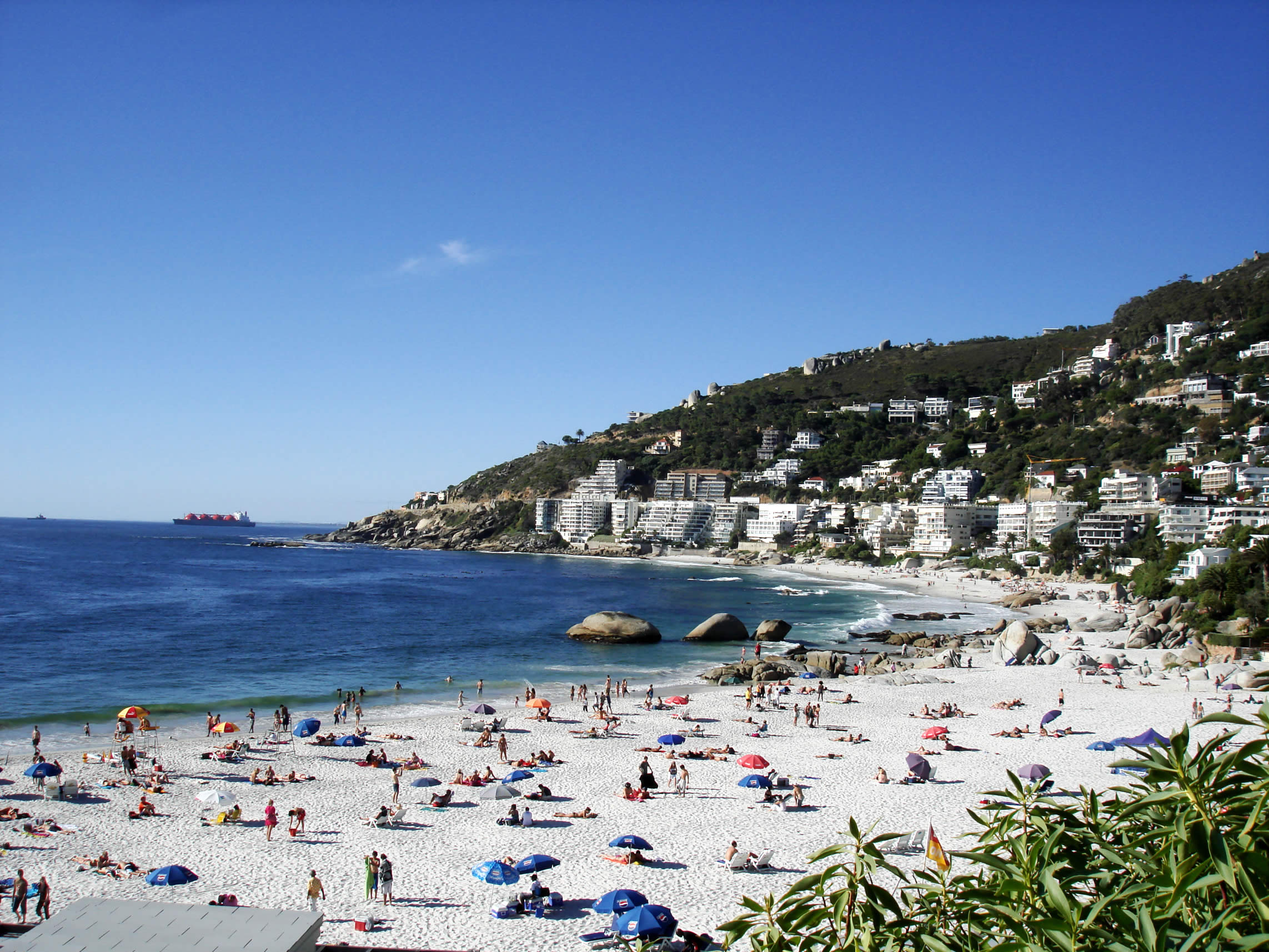
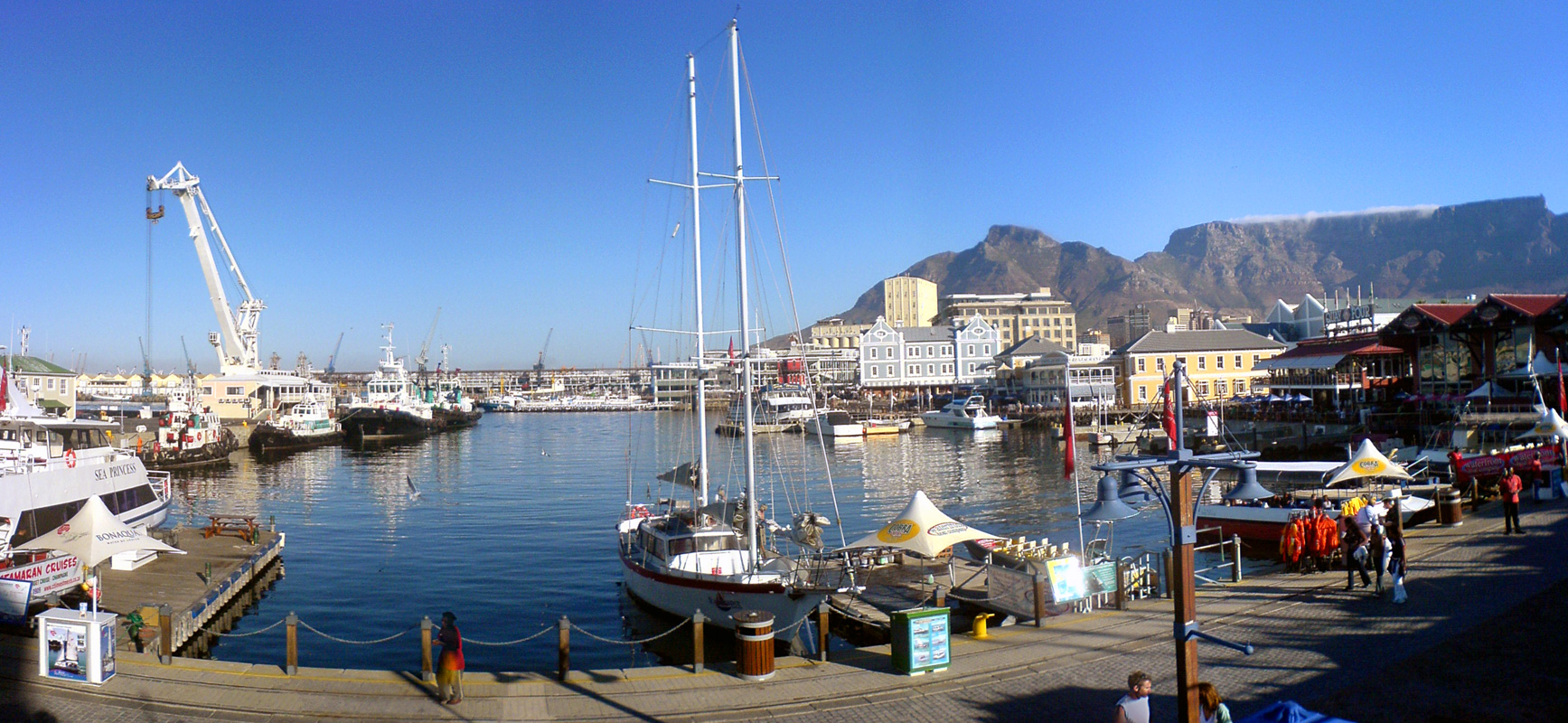
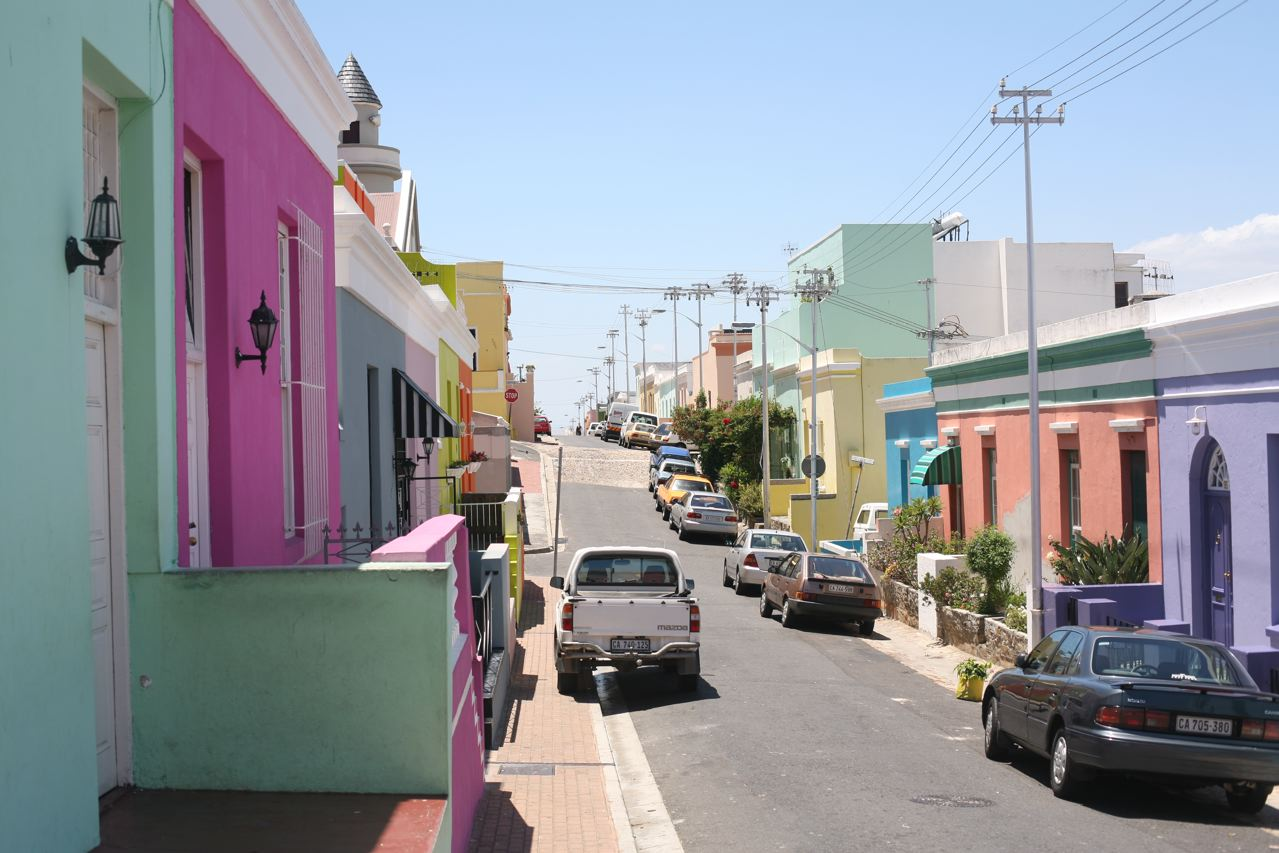
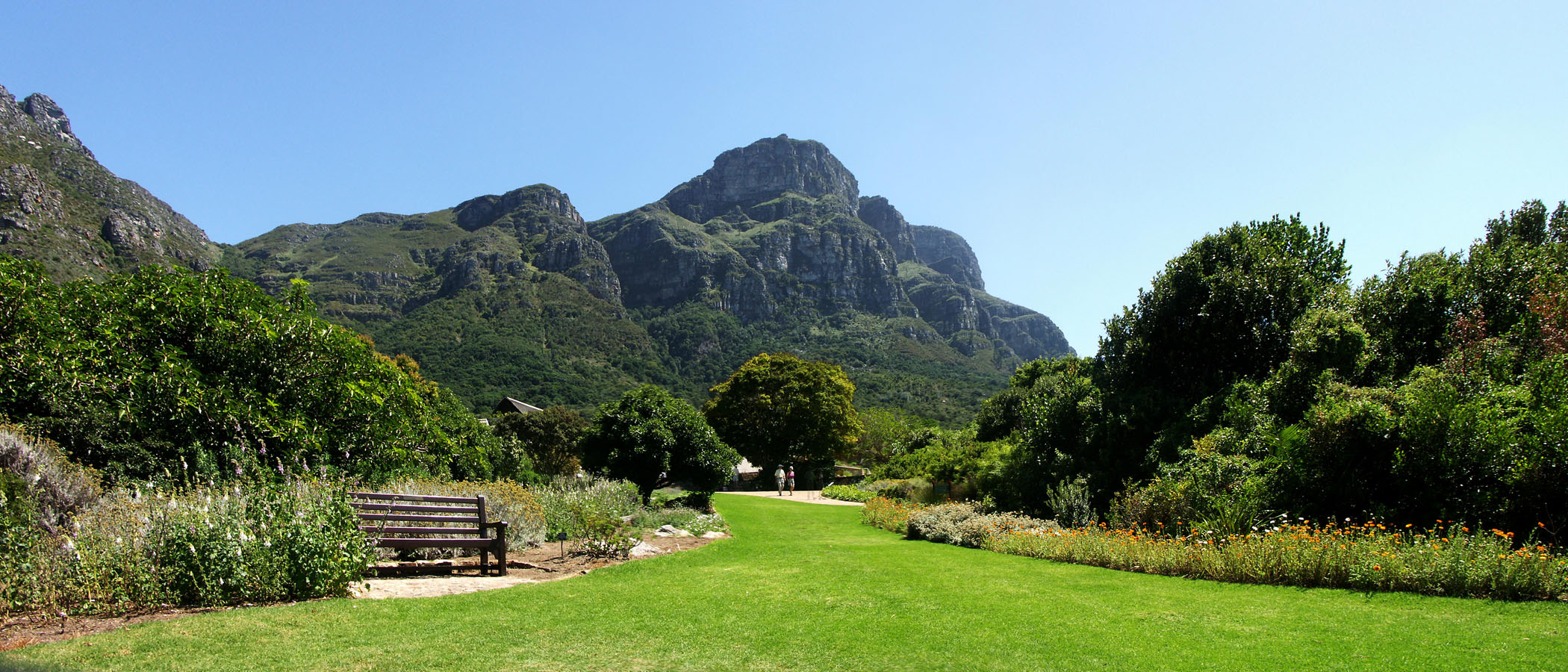
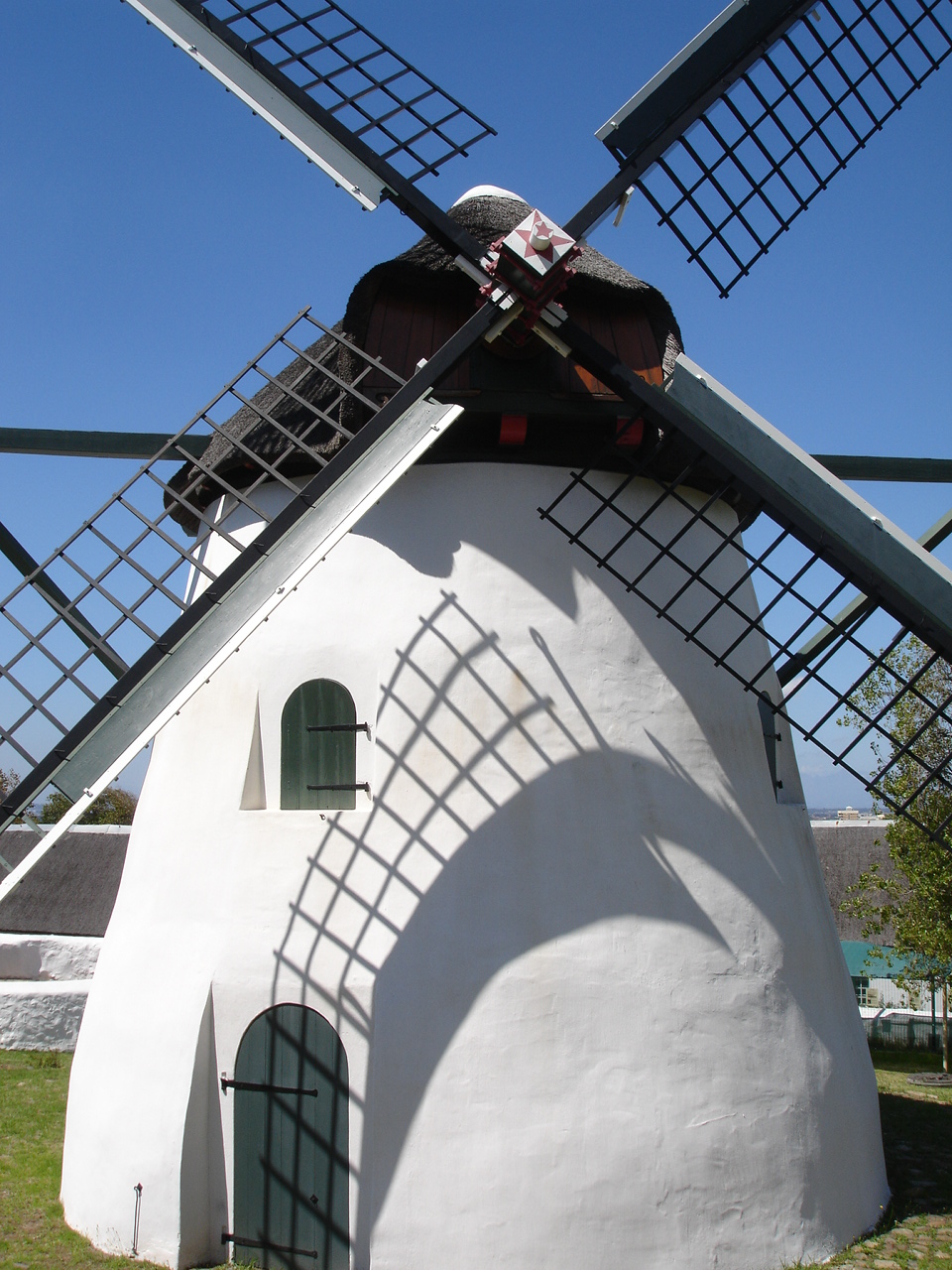
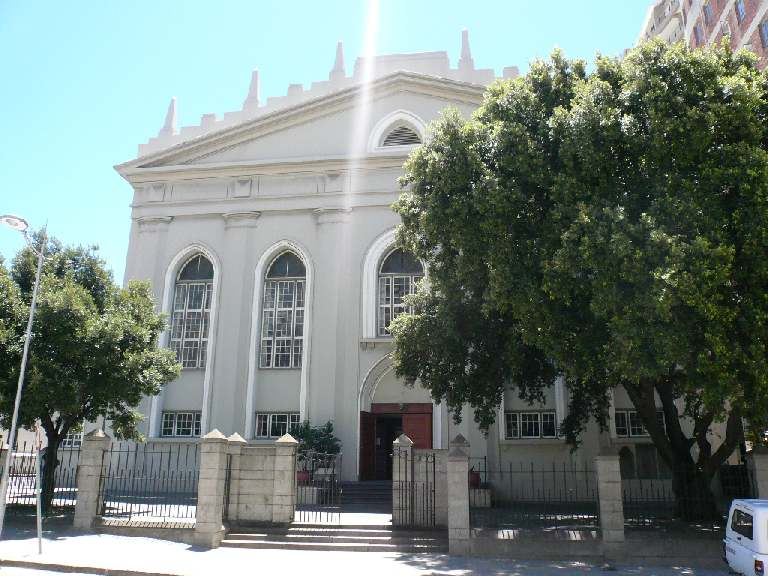